# Airway Heights (Washington)
Airway Heights es una ciudad ubicada en el condado de Spokane, en el estado de Washington, Estados Unidos. Según el censo de 2020, tiene una población de 10 757 habitantes.
Es parte del área metropolitana de Spokane.
El crecimiento de la ciudad fue impulsado por la apertura del Centro Correccional de Airway Heights por parte del Departamento Correccional del Estado de Washington en 1992 y del Northern Quest Resort & Casino por la tribu india kalispel en 2000.
Más recientemente, con la apertura de un Walmart Supercenter, varios nuevos edificios de apartamentos y conjuntos de viviendas, la expansión del Northern Quest Casino y la apertura del Spokane Tribe Casino, la ciudad ha continuado su proceso de crecimiento.

## Demografía
Según la Oficina del Censo, en 2000 los ingresos medios de los hogares de la localidad eran de $29,829 y los ingresos medios de las familias eran de $31,344. Los hombres tenían unos ingresos medios de $26,117 frente a $22,031 para las mujeres. Los ingresos per cápita para la localidad eran de $11,069. Alrededor del 22.0% de la población estaba por debajo del umbral de pobreza.
De acuerdo con la estimación 2016-2020 de la Oficina del Censo, los ingresos medios de los hogares de la localidad son de $54,690 y los ingresos medios de las familias son de $57,530. Los ingresos per cápita en los últimos doce meses, medidos en dólares de 2020, son de $20,559. Alrededor del 17.8% de la población está por debajo del umbral de pobreza.